# Xã Dry Grove, Quận McLean, Illinois
Xã Dry Grove (tiếng Anh: Dry Grove Township) là một xã thuộc quận McLean, tiểu bang Illinois, Hoa Kỳ. Năm 2010, dân số của xã này là 1.572 người.